# Simply Believe
Albums de Bonnie Tyler
Heart Strings
(2003) Wings
(2005)
Simply Believe est un album de la chanteuse galloise Bonnie Tyler, paru en 2004.

## Présentation
Trois titres sont interprétés dans de nouvelles versions:  Holding Out for a Hero, Here She Comes  et If You Were a Woman (And I Was a Man).

## Titres
1. Si demain... (Turn Around) (3:50) avec Kareen Antonn
2. Simply Believe (4:44)
3. Si tout s'arrête (It's a Heartache) (3:24) avec Kareen Antonn
4. Holding Out for a Hero (3:56)
5. Back in My Arms (4:29)
6. Open Your Eyes (4:20)
7. Here She Comes (3:15)
8. Nobody Better (4:08)
9. If You Were a Woman and I Was a Man   (3:59)
10. When I close My Eyes (4:26)
11. It’s In The Back of My Mind (4:47)
12. I Want You (3:57)
13. Darlin’ (3:24)
14. All Night to Know You (5:22)
15. Driving Me Wild (4:41)

## Musiciens
- Guitare : S.Heurtault, Kamil Rustam
- Orgue : F.Andrews, B.Souris
- Basse : J.Stage
- Batterie: T.Box
- Harmonica : G.Duval
- Claviers : O.Fox, F.Andrews, J.Stage
- Chœurs : F.Llado, JN Sombrun, J.Godebout, D.Goury, M.Ducret, J.Stage, K.Antonn, B.Bishop